# Berberina reduttasi
La berberina reduttasi è un enzima appartenente alla classe delle ossidoreduttasi, che catalizza la seguente reazione:
(R)-canadina + 2 NADP+ ⇄ berberina + 2 NADPH + H+
L'enzima è coinvolto nella biosintesi degli alcaloidi in Corydalis cava per generare (R)-canadina con la configurazione opposta rispetto al precursore della berberina . Agisce anche sulla 7,8-diidroberberina.